# くらやみの速さはどれくらい
くらやみの速さはどれくらい（Speed of Dark）は、アメリカの作家エリザベス・ムーンによるSF小説。自閉症患者の視点から物語が進んでいく小説である。2003年にネビュラ賞を受賞し、アーサー・C・クラーク賞の最終選考作となった。「21世紀版『アルジャーノンに花束を 』」などの評価を受けている。エリザベス・ムーンには自閉症の息子がおりその息子が言った「くらやみの速さはどのくらい？」（光がどんなに速く進んでもその先にはかならず闇がある。だから、暗闇のほうが光よりも速く進むはずという考えから）という言葉から自閉症患者の独特な感受性に驚いたことを端緒とし、多くの自閉症の患者を取材してこの小説を作り上げた。
日本語版の翻訳は「アルジャーノンに花束を」の長編小説版の翻訳もつとめた小尾芙佐が行っている。

## あらすじ
ルウ・アレンデイルはバイオインフォマティクスの専門家で、高機能自閉症の患者である。それでもルウの生活は順調であった。新しい上司が自閉症の人が多く働く部署に圧力をかけだした。ルウは自閉症の新しい治療を受けることを強く迫られる。ルウは彼の自閉症を治療しようという提案に対し健常者とフェンシングをし、仕事を続ける生活を送りながら苦悩する。彼の自閉症の同僚たちもまた仕事のあとに集まり、受けるべきか受けないべきか議論をしていく。

## 書誌情報
- 『くらやみの速さはどれくらい』 小尾芙佐訳、早川書房海外ＳＦノヴェルズ、2004年10月、ISBN 4-15-208603-3
- 『くらやみの速さはどれくらい』 小尾芙佐訳、ハヤカワ文庫SF1693、2008年12月、ISBN 978-4-15-011693-4